# Katakura Kita
Katakura Kita (片倉喜多) (1538 - juillet 1610) est une noble dame japonaise, aristocrate, active au sein du clan Date, lors de la période Sengoku. Elle est la fille d'Oniniwa Yoshinao et de Dame Naoko. Elle est la demi-sœur de Katakura Kagetsuna et d'Oniniwa Tsunamoto. Katakura Kita a des connaissances dans plusieurs domaines, le sens de la stratégie et de grandes aptitudes au combat. Elle est la nourrice de Date Masamune et la mentor de Kagetsuna et Masamune. Kita est surtout connue pour être devenue une conseillère politique appréciée au sein du clan Date, activement impliquée dans les décisions politiques et stratégiques de Masamune.

## Naissance et enfance
Katakura Kita est issue des clans Oniniwa et Katakura, au service du seigneur local Date Terumune dans la région de Tōhoku (nord du Japon). Lorsque Naoko accouche de Kita, la concubine de son père donne naissance à un garçon (Oniniwa Tsunamoto). La concubine devient l'épouse officielle de son père, Oniniwa Yoshinao, et Naoko divorce. Après cela, Naoko emporte Kita avec elle auprès de Katakura Kagenaga, et en 1557 elle donne naissance au demi-frère de Kita, Katakura Kagetsuna.
En raison des circonstances turbulentes du début de la vie de Kita, elle s'intéresse aux arts martiaux et a des compétences militaires. Elle devient l'enseignante de son demi-frère cadet, Katakura Kagetsuna, qui succédera plus tard à la direction du clan Katakura. 

## Activités au sein du Clan Date
Après la naissance de Date Masamune, Date Terumune propose à Kita d'être la préceptrice et la mentor de Masamune. Yoshihime (la mère biologique de Masamune) ne voulait pas s'occuper de son propre fils, on dit qu'elle a tenté de l'assassiner pour les intérêts politiques de sa famille, le clan Mogami. Puisque Kita est célibataire, elle effectue son rôle de préceptrice avec dévotion, et elle a une forte influence sur la formation de la personnalité et le succès de Masamune,.
Yoshihime donne la préférence à son autre fils en ce qui concerne la succession à la tête du clan Date. Cette crise dans la famille Date prend fin avec l'exil de Yoshihime et la mort du frère de Masamune.
En 1584, Masamune accède à la direction du clan Date. Lorsque Toyotomi Hideyoshi ordonne à tous ses vassaux d'envoyer leurs familles au palais de Kyoto en otages, Kita s'y rend avec Megohime (l'épouse de Masamune). Hideyoshi est impressionné par l'intelligence et la ruse de Kita. Il surnomme Kita "Shonagon" (titre qui fait référence à l'un des hauts conseillers de l'empereur).

Dans les années 1590, après l'unification du Japon par le clan Toyotomi, Kita agit unilatéralement sur des questions qui affectent l'avenir de la famille Date. Hideyoshi a de mauvaises relations avec le clan Date depuis le siège d'Odawara. Il demande à Masamune de lui envoyer sa concubine, mais Masamune refuse. Kita s'inquiète de la colère de Hideyoshi contre Masamune, elle convainc la concubine et l'emmène à Hideyoshi. Une source rapporte que, lorsque Masamune en colère confronte Kita, elle répond calmement :
"Je mourrai volontiers pour avoir été assez présomptueuse pour avoir fait cela. Prends ma tête si cela te satisfait."

## Exil et fin de vie
Date Masamune l'envoie au nord dans son domaine, la plaçant en exil. Bien qu'elle ne soit pas graciée pendant plusieurs années, Masamune n'annule pas les actions de Kita. Elle vit avec Katakura Kagetsuna près du château de Shiroishi. Elle continue à être active dans les affaires politiques du clan Katakura, son expertise en ingénierie est mise à profit pour renforcer les défenses du château. Kita suggère que le clan Katakura utilise la cloche d'un temple que sa famille possédait comme motif pour son drapeau de bataille. Le drapeau à la cloche noire restera la bannière des Katakura jusqu'en 1871, et est devenu l'emblème de la ville de Shiroishi,,.
Katakura Kita meurt en 1610, à l'âge de 72 ans, au château de Shiroishi. Après quelques décennies, Date Tadamune (le fils de Masamune) fait d'un parent éloigné de Kita le chef du clan Katakura.